# AirClass Airways
Die AirClass Airways (ursprünglich bis 2005 im Markenauftritt Travel Service España) war eine spanische Fluggesellschaft mit Sitz in Las Palmas de Gran Canaria. Sie flog Linien- und Charterdienste und nahm daneben auch Wet-Lease-Aufträge an. Das Drehkreuz der Gesellschaft war der Flughafen Gran Canaria.

## Geschichte
Die Fluggesellschaft nahm den Flugbetrieb im Februar 2003 auf. Sie war vom Reiseveranstalter Canaria Travel als Schwesterunternehmen der tschechischen Travel Service unter dem Namen Visig Operaciones Aéreas gegründet worden, trat aber nach außen unter der Marke Travel Service España auf. Die Betriebsaufnahme erfolgte mit einer Boeing 737-800, die von der tschechischen Travel Service übernommen worden war. Die Gesellschaft wurde im November 2005 von der spanischen Investmentgruppe AirClass aufgekauft und stellte den Flugbetrieb im Dezember 2005 vorübergehend ein.
Das ruhende Unternehmen wurde danach mit Hilfe der spanischen Futura International Airways umstrukturiert und in AirClass Airways umbenannt. Die Betriebsaufnahme unter diesem Namen fand im Mai 2006 mit zwei geleasten Boeing 737 statt. Die Gesellschaft befand sich vollständig im Besitz der AirClass und beschäftigte 48 Mitarbeiter. Ende März 2008 musste AirClass Airways ihren Flugbetrieb einstellen, weil der Leasinggeber die letzte Maschine zurückholte.

## Flotte
Die Fluggesellschaft betrieb zuletzt eine Boeing 737-300.